# Lee Chun-soo
Lee Chun-soo (kor. 이천수) (ur. 9 lipca 1981 w Inczonie) – koreański piłkarz, reprezentant Korei i zawodnik klubu Incheon United w sezonie 2013/14.

## Kariera klubowa
Lee Chun-soo rozpoczynał karierę w klubie z Ulsan, z którego trafił po udanych dla reprezentacji Korei Mistrzostwach Świata 2002, na których był podstawowym zawodnikiem (drużyna zajęła 4. miejsce na świecie), do klubu hiszpańskiej Primera División Real Sociedad, stając się pierwszym Koreańczykiem w tamtejszej lidze. W 2003 przeniósł się, po niezbyt udanym sezonie do drugoligowej Numancia Soria, gdzie grał przez jeden sezon przed powrotem do macierzystego klubu z K-League. W Ulsan był kluczowym zawodnikiem w sezonie 2005, w finale ligi strzelił nawet hat tricka zapewniając klubowi tytuł mistrzowski. Został uznany najwartościowszym graczem K-League w 2005 roku. 31 sierpnia 2007 roku przeszedł z Ulsan do Feyenoordu Rotterdam za 2 mln euro.

## Kariera reprezentacyjna
Z reprezentacją Korei, w której zadebiutował w 2000 roku w meczu z Laosem wystąpił 59 razy i zdobył 7 bramek (stan na maj 2006). W 2004 uczestniczył w turnieju piłkarskim Olimpiady w Atenach, zaś w 2006 został powołany na Mistrzostwa Świata, na których zdobył bramkę z rzutu wolnego w pierwszym meczu przeciwko Togo, wygranym 2:1.